# Carl Ludwig Willdenow
Carl Ludwig Willdenow (22. srpna 1765 Berlín, Německo – 10. července 1812 tamtéž) byl německý botanik, lékárník a rostlinný taxonom. Je považován za jednoho ze zakladatelů fytogeografie, vědní disciplíny, jež studuje rozšíření rostlin na Zemi. Byl též mentorem jednoho z prvních a nejlépe známých fytogeografů Alexandra von Humboldta. Ovlivnil také Christiana Konrada Sprengela, průkopníka ve studiu opylování rostlin a biologie květů.

## Životopis
Narodil se v Berlíně v rodině lékárníka. Po dokončení gymnasia začal roku 1785 studovat medicínu a botaniku na Univerzitě v Halle. V letech 1787–1788 si na koleji v Bad Langensalza prohluboval své farmaceutické znalosti. Poté se vrátil zpět do Halle, kde byl v únoru 1789 promován na doktora medicíny. Po návratu do Berlína začal pracovat v otcově lékárně, kterou po jeho smrti v témže roce převzal a vedl až do roku 1793. Raný zájem o botaniku v něm vzbudil jeho strýc, botanik a lékař Johann Gottlieb Gleditsch, pod jehož vedením si v době dospívání založil svůj první herbář. Roku 1794 se stal členem Pruské královské akademie věd v Berlíně. Od roku 1801 až do své smrti byl ředitelem Berlínské botanické zahrady, kterou mu v roce 1807 pomohl rozšířit Alexander von Humboldt. Tam studoval řadu jihoamerických rostlin, které přivezl právě Humboldt. Zajímal se o adaptaci rostlin na podnebí. Poukázal na skutečnost, že při stejném podnebí mají rostliny společné vlastnosti. Jeho herbář, který obsahuje přes 20 000 položek, je dodnes uložen v Berlínské botanické zahradě. Některé z těchto položek jsou vzorky, jež nasbíral Alexander von Humboldt.
Humboldt vzpomíná, že jako mladík nedokázal určit rostliny s použitím Willdenowovy Flory Berolinensis (Květeny Berlína). Proto navštívil bez ohlášení Willdenowa, přičemž zjistil, že je to spřízněná, jen o čtyři roky starší duše, s níž se za tři týdny spřátelil, a stal se tak zaníceným botanikem.
Ve své knize Grundriss der Kräuterkunde (Základy nauky o bylinách) z roku 1792 přišel Willdenow s nápadem, jak vysvětlit omezené rozšíření rostlin. Podle něj je dáno historickým utvářením Země, kdy byly hory obklopené moři a různé skupiny rostlin byly původně odkázány na omezené prostory v okolí jejich vrcholků. S klesající hladinou moří postupovaly i tyto rostliny do nižších poloh. Tato teorie byla v souladu s biblickými představami o potopě světa, ale odporovala dřívějším úvahám Eberharda Augusta Wilhelma von Zimmermanna, že rozšíření rostlin je od samého počátku dané a že se během historie vůbec nezměnilo.
Standardní botanická zkratka Carla Ludwiga Willdenowa v autoritních údajích u vědeckých jmen botanických taxonů je Willd.

## Výběr z díla
- Florae Berolinensis prodromus (Předzvěst květeny Berlína, 1787)
- Grundriß der Kräuterkunde (Základy nauky o bylinách, 1792)
- Linnaei species plantarum (Linného přehled rostlin, 6 svazků, 1798–1826)
- Anleitung zum Selbststudium der Botanik (Úvod do samostudia botaniky, 1804)
- Historia Amaranthorum (Dějiny laskavců, 1790)
- Phytographia (Květena, 1794)
- Enumeratio plantarum horti regii botanici Berolinensis (Výčet rostlin Berlínské královské botanické zahrady, 1809)
- Berlinische Baumzucht (Berlínské ovocnářství, 1811)
- Abbildung der deutschen Holzarten für Forstmänner und Liebhaber der Botanik (Vyobrazení německých dřevin pro lesníky a amatérské botaniky, 2 svazky, 1815–1820)
- Hortus Berolinensis (Berlínská zahrada, 1816)